# Aleksandar Kolarov
Aleksandar Kolarov (srbskou cyrilicí Александар Коларов; * 10. listopadu 1985, Bělehrad, SFR Jugoslávie) je bývalý srbský profesionální fotbalista, který hrál na pozici levého obránce.

## Klubová kariéra
Svou fotbalovou kariéru začal Aleksandar v Crvene zvezdě Bělehrad, kde strávil pět let, do prvního týmu se však nepropracoval.

### Lazio Řím
V létě 2007 přestoupil z OFK Bělehrad do Lazia Řím, za částku nepřesahující milion eur. První gól za klub vstřelil 30. září 2007 v ligovém zápase proti Reggině. Také si připsal první start v Lize mistrů, v zápase proti Werderu Brény, 24. října 2007. Ve své druhé sezóně v Laziu se stal první volbou na pozici levého beka, vstřelil gól po průniku přes celé hřiště v derby s AS Řím a ve finále italského poháru si připsal proměněný pokutový kop v penaltovém rozstřelu. V roce 2009, na začátku své třetí sezóny, vyhrál s Laziem také italský Superpohár. Během své třetí sezóny v Itálii byl neustále spojován s přestupem do Realu Madrid a Manchesteru City, kam také nakonec zamířil.

### Manchester City FC
24. července 2010 bylo oznámeno, že Kolarov přestoupil do týmu Roberta Manciniho, spekuluje se o částce kolem 16 miliónů liber. V prvním ligovém kole, 14. srpna 2010 se poprvé představil v soutěžním zápase, konkrétně na White Hart Lane v zápase s Tottenhamem Hotspur. 18. ledna 2011 vstřelil Kolarov svůj první gól v dresu Manchesteru City, při výhře nad Leicesterem City v FA Cupu. První ligový gól následoval krátce poté, 2. února 2011 v zápase s Birminghamem City, který skončil 2:2. Ve své druhé sezóně v Anglii dokázal, 14. září 2011, vyrovnat v zápase Ligy mistrů UEFA proti Neapoli.

### AS Řím
V srpnu 2017 přestoupil z Manchesteru City do italského klubu AS Řím.

## Reprezentační kariéra
Zúčastnil se Mistrovství Evropy hráčů do 21 let 2007 konaného v Nizozemsku, kde Srbsko po výhrách 1:0 nad Itálií a Českou republikou a prohře 0:2 s Anglií obsadilo se 6 body první místo základní skupiny B. V semifinále přispěl jedním gólem k vítězství 2:0 nad Belgií. Ve finále Srbsko podlehlo domácímu Nizozemsku 1:4.
V A-mužstvu Srbska debutoval 28. 5. 2008 v přátelském utkání v Burghausenu proti reprezentaci Ruska (prohra 1:2).

## Úspěchy

### Klubové
Lazio Řím
- 1× vítěz Coppa Italia – 2008/09
- 1× vítěz Supercoppa italiana – 2009

Manchester City
- 1× vítěz FA Cupu – 2011
- 2× vítěz anglické Premier League – 2011/12, 2013/14
- 2× vítěz EFL Cupu – 2013/14, 2015/16
- 1× vítěz anglického Superpoháru – 2012

### Individuální
- 1× Fotbalista roku v Srbsku – 2011 [9]
- Tým roku Serie A – 2018/19[10]